# Propulsion des aéronefs
 (janvier 2017).
Si vous disposez d'ouvrages ou d'articles de référence ou si vous connaissez des sites web de qualité traitant du thème abordé ici, merci de compléter l'article en donnant les références utiles à sa vérifiabilité et en les liant à la section « Notes et références ».
La propulsion, sur un aéronef, est obtenue en créant une force, appelée poussée, qui résulte de l'accélération d'une masse d'air en sens opposé du déplacement de celui-ci. Cette masse d'air  est captée et canalisée dans une veine d'air au plus près de la structure de l'aéronef. Pour obtenir ce résultat la solution initiale a été le développement d'une structure constituée de profils ou pales mis en rotation afin d'être soumises à un vent relatif radial permettant de développer des forces aérodynamiques axiales permettant de transmettre à une masse d'air une certaine vitesse.
Cette structure, appelée hélice, est entrainée au début de l'aviation par un moteur thermique à pistons et se transforme ensuite en raison des limites aérodynamiques liées à la compressibilité de l'air et appelées le mur du son. Cette hélice se retrouve sous une forme carénée au sein d'une nouvelle machine appelée turbomoteur où l'énergie est fournie par la combustion d'un mélange air/carburant.
Le groupe motopropulseur qui comprend le plus souvent un, deux ou quatre moteurs, est l'un des composants principaux de l'avion. Cette caractéristique est souvent utilisée pour classer les avions : mono, bi ou quadrimoteur, bi ou quadriturbopropulseur, mono, bi ou quadriréacteur.

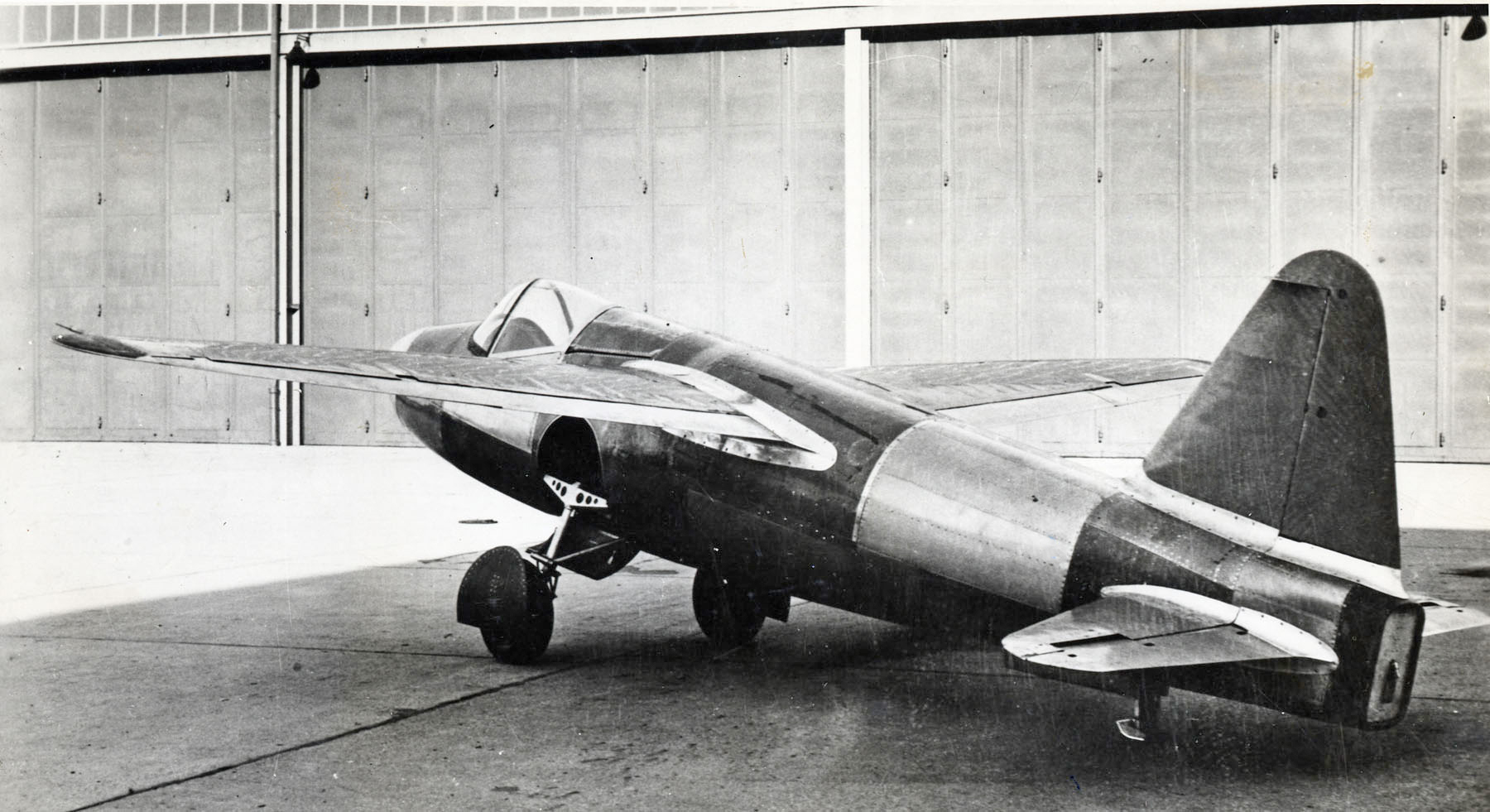
Premier avion Allemand, avec un turboréacteur.

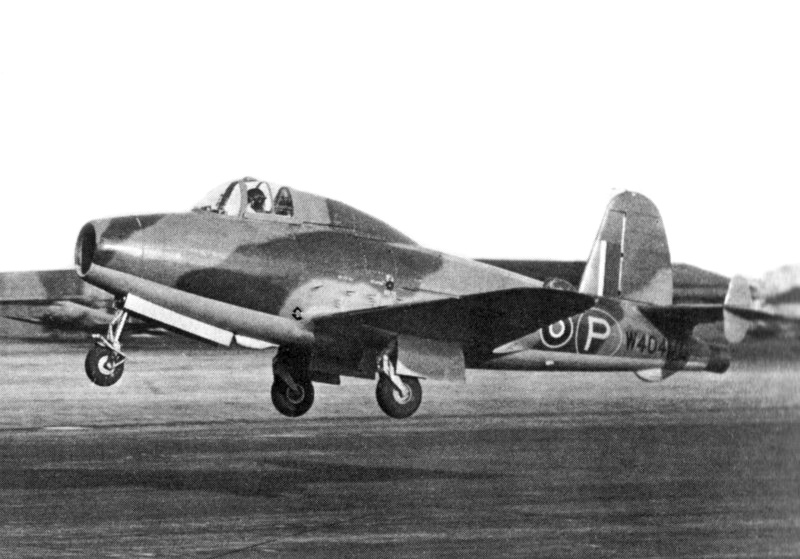
Premier avion Anglais, avec un turboréacteur.

Le turboréacteur à simple flux, apparu au cours de la Seconde Guerre mondiale,, a donné naissance à des dérivés : turbopropulseur et turboréacteur à double flux (turbofan), utilisés sur la quasi-totalité des avions lourds ou rapides (moins de 800 km/h), civils et militaires, ainsi que sur les avions de chasse. Il existe également un hybride entre ces deux systèmes appelé « propfan » ou "Open Fan".

## Vitesse et portance
Les lois de l'aérodynamique s'appliquant à un profil d'aile soumis à un vent relatif engendrent une force résultante de portance permettant d'équilibrer le poids du dit profil afin d'annuler les effets de la gravitation. En clair un aéronef ne peut décoller et se maintenir en palier que si l'on est capable de compenser les forces de gravitation par des forces opposées de la portance. Il faut maintenir les structures portantes de l'aéronef dans un flux d'air en mouvement relatif suffisamment rapide pour que se développent les forces de portance nécessaires pour équilibrer son poids. Cela engendre des forces de résistance, appelées traînées, sur la structure de l'aéronef qui ont tendance à le freiner et donc à contre-carrer le maintien de la vitesse relative du flux d'air autour de l'aéronef.
Pour assurer le déplacement de l'aéronef de manière autonome du décollage à l'atterrissage en passant par la croisière ont été développés des propulseurs basés sur le principe de réaction en milieu élastique. 
Au début du XXIe siècle, le moteur à piston entraînant une hélice reste le système le plus utilisé sur la quasi-totalité des avions légers (ULM, avions et hélicoptères légers). Il a été supplanté par le turbomoteur pour les hélicoptères lourds ou rapides, civils et militaires.
Les réacteurs sont classés en fonction de leur taux de dilution : la proportion entre la poussée résultant de l'accélération d'air froid et d'air chaud. Ce classement a le mérite de montrer qu'un seul et unique principe est utilisé pour la propulsion, même s'il est décliné en différentes technologies. C'est pourquoi cet article inclut le moteur à hélice carénée, le statoréacteur et le pulsoréacteur qui, bien que n'ayant pas connu de développement important, s'inscrivent dans la continuité de la présentation.

## Définition
La propulsion permet la mise en mouvement d'un corps; elle est obtenue en produisant une force de poussée. Le propulseur est un dispositif qui crée cette force de poussée.

## Force de poussée
La force de poussée peut être obtenue de différentes manières :
par un système statiqueDans le cas d'un planeur, le moteur est la pesanteur. L'aile, qui transforme une grande partie de la vitesse verticale de chute en vitesse horizontale, est le propulseur.
par un système mécanique embarquéPour déplacer un aéronef de masse M à la vitesse V, on peut aussi créer une force F (traction ou poussée) qui augmente la vitesse d'une masse d'air d'une valeur dV, dV étant la différence entre la vitesse de l'air à l'entrée et à la sortie.
{\displaystyle F={\frac {d(MV)}{dt}}}.

### Propulseurs
Il existe plusieurs façons d'accélérer une masse d'air pour obtenir un effet propulsif :
- On défléchit (accélération vers le bas) une masse d'air. Dans le cas de l'aile portante, on a un effet propulsif quand la résultante aérodynamique passe en avant de la verticale et fournit alors une poussée ; c'est le cas des avions et planeurs en descente[5].
- On accélère faiblement une veine d'air de grande section : Exemples : hélice d'avion, rotor d'hélicoptère.
- On accélère fortement une veine d'air de faible section : Exemple des turboréacteurs à simple flux et de leurs dérivés (statoréacteur…).

Les soufflantes carénées, les turbopropulseurs, propfans les turboréacteurs à double flux sont des dispositifs intermédiaires entre l'hélice « pure » et le statoréacteur « pur ».

### Cas particuliers
Le moteur-fusée est un cas particulier, ce moteur emportant son propre comburant et ne nécessitant pas le dioxygène de l'air extérieur pour fonctionner. On parle de moteur « anaérobie », alors que tous les moteurs cités précédemment sont de type « aérobie ».
La postcombustion, dispositif très présent sur les avions militaires, n'est en aucun cas un système de propulsion. Elle ne pourrait en effet assurer seule la propulsion d'un aéronef, si elle n'était pas systématiquement associée à un turboréacteur.

### Taux de dilution
Dans les turboréacteurs à double flux (turbofans), on appelle « taux de dilution » le rapport entre le debit massique d'air du flux froid par rapport à celui du flux chaud.
Dans un turboréacteur à double flux, le flux « chaud » est celui qui contient les gaz issus de la combustion du mélange air/carburant, qui se produit dans la partie souvent désignée « cœur » du moteur. Le flux « froid » est celui du canal secondaire du moteur, qui contourne le cœur du moteur et ne subit aucune combustion.
Plus le taux de dilution est élevé, plus le rendement énergétique est élevé (et donc la consommation pour franchir une certaine distance faible). Actuellement (2025), avec les moteurs carénés double flux les plus performants (tel que le réacteur LEAP de CFM ou GE90 de General Electric), on atteint un taux de dilution de 10. Afin de faire progresser ce taux de dilution, et donc de réduire encore la consommation des aéronefs, les recherches se tournent vers les moteurs non carénés, tel que le RISE de CFM. Les études semblent indiquées qu'avec la technologie de moteur non caréné, on pourrait attendre un taux de dilution de 50 et de réduire la consommation des avions de 20%.

## Le moteur à piston et l'hélice

### Histoire

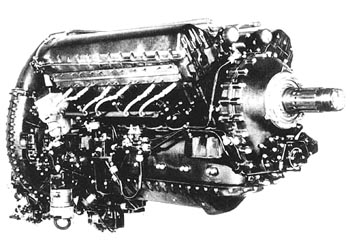
Le Packard V-1650 Merlin, moteur V12 qui propulsait le P-51 Mustang, d'une puissance de 1650 ch.

Le moteur à piston a permis le premier vol propulsé. Le moteur du Wright Flyer de 1903 avait 4 cylindres en ligne. Certains des premiers avions étaient équipés de moteurs en étoile rotatifs : le vilebrequin était fixe et l'ensemble moteur + hélice était en rotation. Cette solution améliorait le refroidissement mais créait un couple gyroscopique préjudiciable à la manœuvrabilité de l'avion. Les avions militaires des années 1940 utilisaient des moteurs V-12 refroidis par eau, comme les Rolls-Royce Merlin équipant les Supermarine Spitfire, ou des moteurs en étoile fixes à deux rangées de 7 ou 9 cylindres refroidis par air, comme les très célèbres R-2800 Double Wasp qui ont équipé les P-47 Thunderbolt. Les avions commerciaux des années 1950 étaient équipés de ces moteurs en étoile avec jusqu'à quatre rangées de 7 cylindres pour les plus puissants (3 550 ch).
Le développement du moteur à piston de grande puissance pour l'aéronautique s'est achevé à la fin des années 1950, avec l'arrivée du turboréacteur. Actuellement le moteur à piston n'équipe plus que les avions légers et quelques hélicoptères très légers destinés aux loisirs et aux sports (exemple : Robinson R22).

### Le moteur

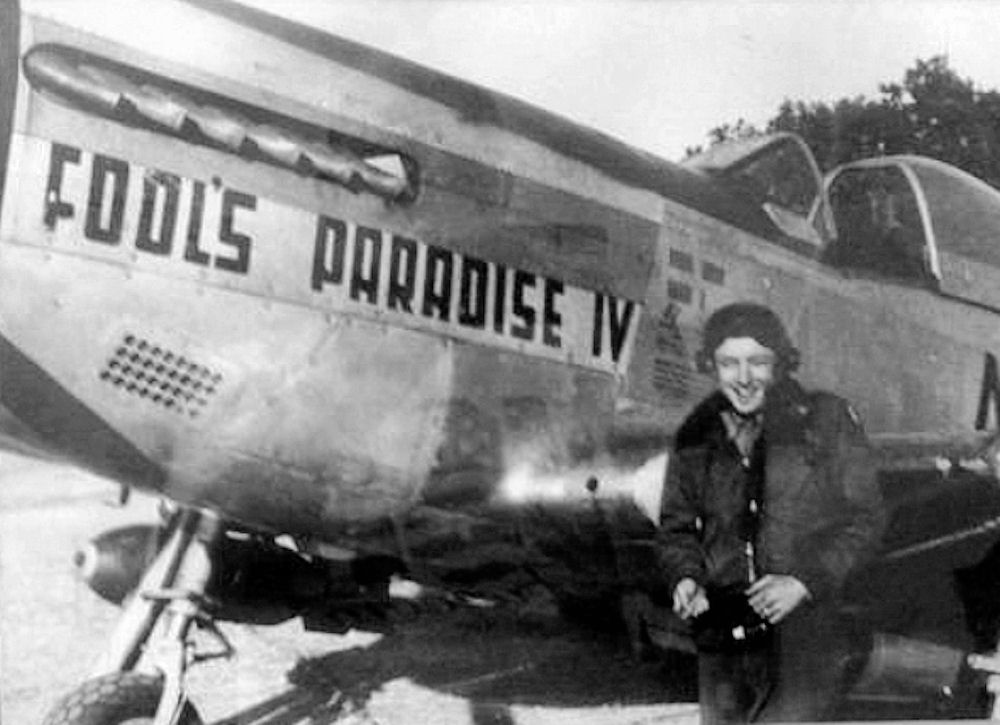
Détail sur les tubulures d'échappement propulsives d'un P-51D Mustang.

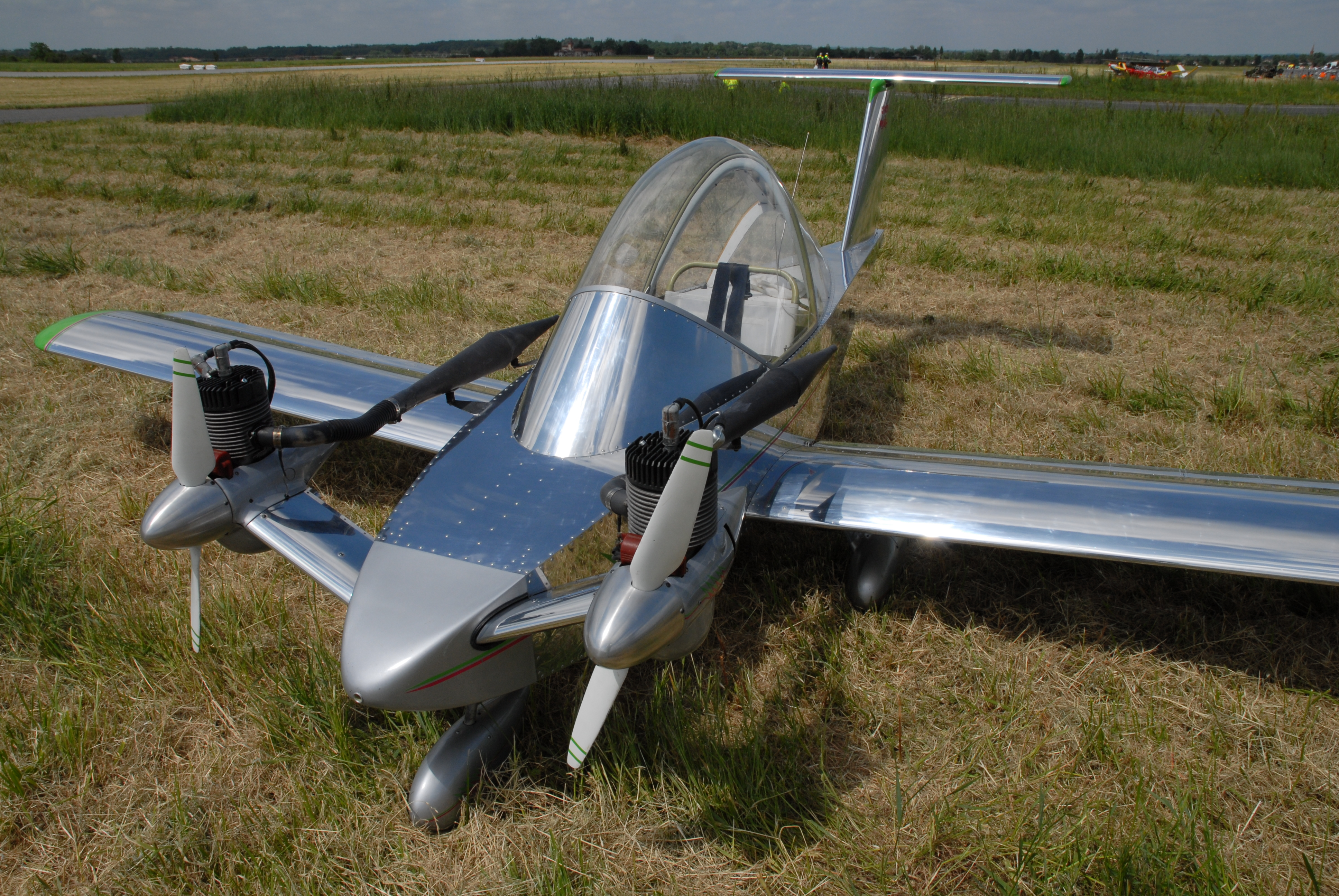
Colomban MC-10 « Cri-Cri », appareil très léger doté de deux moteurs à deux temps de 15 ch chacun.

Le moteur à piston utilisé en aéronautique est le plus souvent un moteur thermique à quatre temps, généralement à allumage commandé. Il existe des moteurs deux temps, plus légers, utilisés par les parapentes et les ultra-légers motorisés (ULM), comme le Colomban MC-10. Afin de diminuer le poids, le bloc est réalisé dans des alliages à base d'aluminium et le refroidissement se fait par air.
- Les moteurs à deux temps sont le plus souvent des bicylindres en ligne ; on rencontre aussi des monocylindres de faible puissance, et plus rarement des trois cylindres ;
- Les moteurs à quatre temps comportent 4 ou 6, parfois 8 cylindres disposés à plat afin de ne pas diminuer la visibilité. Les cylindres sont opposés deux par deux, ce qui permet un bon équilibrage vibratoire et réduit la longueur du vilebrequin par rapport à un moteur à cylindres en ligne. Ce sont des moteurs de grosse cylindrée unitaire ; les régimes de rotation étant modérés, de l'ordre de 2 400 à 2 700 tr/min, les hélices sont entraînées en prise directe la vitesse étant ajustée en faisant varier le pas de l'hélice. La mise au point de moteurs Diesel automobiles légers et puissants (à turbocompresseur) a rendu possible, à partir des années 2000, l'adaptation de ces moteurs sur des avions légers. Il a également existé des moteurs en V, en H ou en X (voir l'article : « Architecture des moteurs à pistons »).

### La transmission
Le régime (la vitesse de rotation) élevé des moteurs deux temps impose le montage d'un réducteur mécanique entre le moteur et son hélice. Par contre, le régime plus faible des moteurs à quatre temps de grosse cylindrée (2 500 à 3 000 tr/min) autorise un montage d'hélice en prise directe. Les moteurs diesel récents sont des moteurs de cylindrée unitaire plus faible, à régime de rotation plus élevé, ce qui peut imposer le montage d'un réducteur entre le moteur et l'hélice.

### Le propulseur

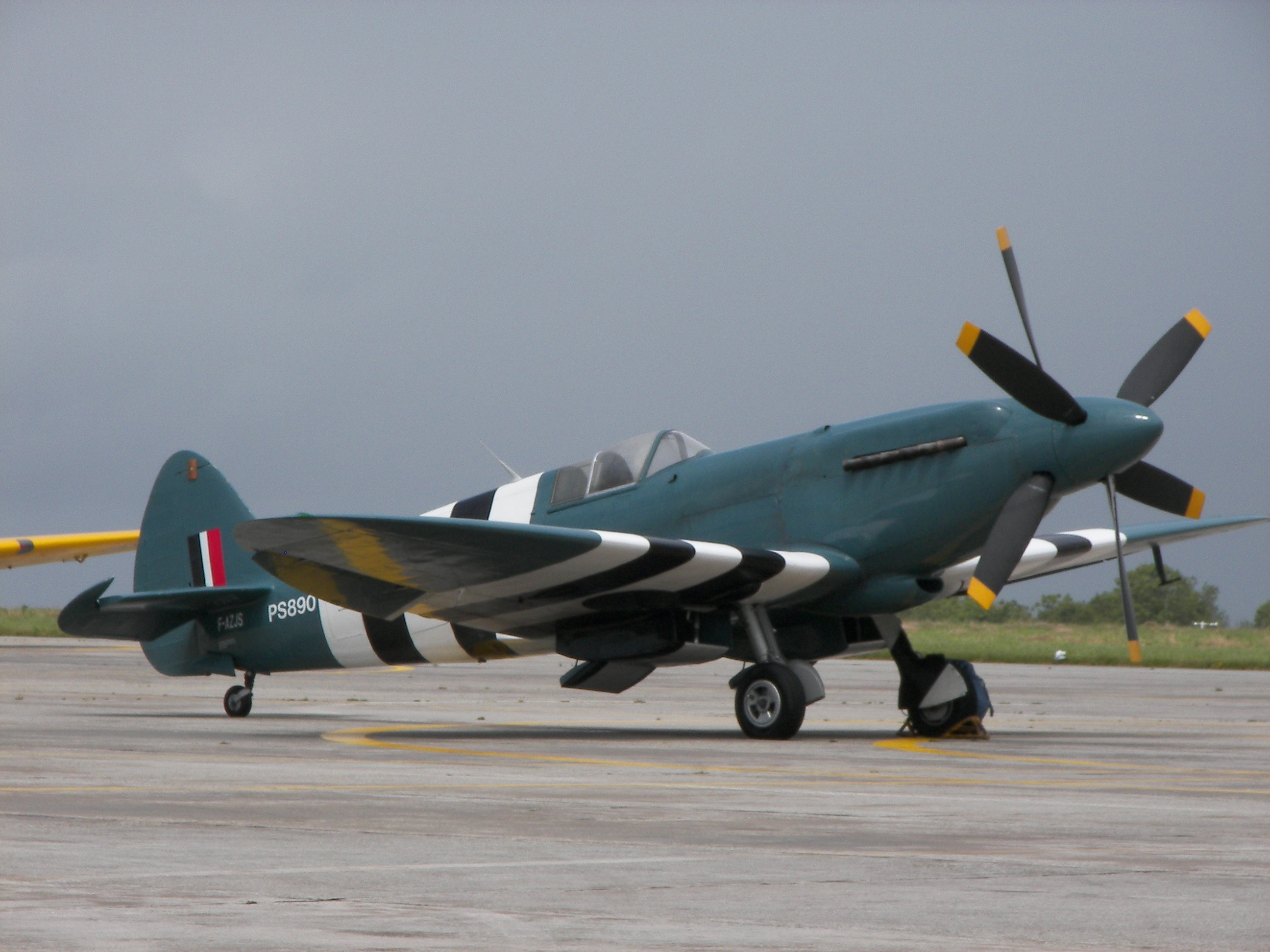
Un Spitfire PR.XIX, doté d'hélices contrarotatives.

L'hélice transforme l'énergie mécanique du moteur en force propulsive. Le vilebrequin entraîne une hélice, qui accélère l'air d'environ 10 % en croisière (si l'avion vole à 200 km/h, la vitesse de l'air derrière l'hélice est de 220 km/h), mais beaucoup plus pendant la phase d'accélération au sol et en montée. La poussée produite par les gaz d'échappement peut s'ajouter à la traction produite par l'hélice si les sorties d'échappement sont bien orientées. On parle de « tubulures d'échappement propulsives ». Ce système était presque systématiquement installé sur tous les chasseurs de la Seconde Guerre mondiale.
Le rendement de propulsion est de l'ordre de 0,75 à 0,87 tant que la vitesse périphérique (somme de la vitesse d'avance et de la vitesse de rotation en bout de pale) reste en dessous de Mach 0,7. L'augmentation de la vitesse et de la puissance à transmettre oblige à limiter le diamètre, augmenter le nombre de pales et à faire varier le calage des pales (pas variable) en vol. Les avions légers ont des hélices bipales de 1,50 à 2 m de diamètre, pour des puissances de l'ordre de 80 à 160 ch. Les plus gros moteurs à pistons ont des hélices à 4 pales, parfois 5, d'un diamètre allant jusqu'à 4,20 m (Chance Vought F4U Corsair, moteur Pratt & Whitney R-4360). Certains appareils ont même été dotés d'hélices contrarotatives, la version PR.XIX du Supermarine Spitfire et le bombardier Russe Tupolev Tu-95.

## Le turbomoteur

Schéma du turbomoteur.

Sur un turbomoteur, la quasi-totalité de l'énergie produite par la combustion est récupérée par les turbines et transformée en couple sur l'arbre de transmission. En effet, une poussée résiduelle en sortie de tuyère serait préjudiciable au maintien du vol stationnaire. L'évacuation des gaz est donc effectuée au travers de tuyères divergentes, qui ralentissent les gaz en sortie.
L'énergie récupérée par les turbines sert à entraîner le compresseur et, par l'intermédiaire d'un réducteur, le rotor principal de l'hélicoptère. Ce dernier est équivalent à une hélice dont le plan de rotation serait horizontal.

## Le turbopropulseur

Schéma d'un turbopropulseur.

Le turbopropulseur est un turbomoteur dont la turbine entraîne une hélice dont le plan de rotation est vertical. Le turbopropulseur est généralement double-corps, c'est-à-dire qu'il dispose de deux turbines en sortie qui font tourner deux arbres coaxiaux. La première turbine est reliée au compresseur, dite « de régénération », et la seconde est reliée à l'hélice, dite « de puissance ». Le turbopropulseur a été difficile à mettre au point, car il associe les difficultés du turboréacteur et de l'hélice. Son rendement est supérieur à celui du turboréacteur, mais son utilisation est limitée par la baisse de rendement de l'hélice au-delà de Mach 0,7 et au-delà de 8 000 mètres d'altitude. C'est le mode de propulsion optimal pour les avions de transport commerciaux sur des distances courtes (une heure de vol, 400 km), quand la durée de vol à haute altitude est trop courte pour qu'un avion à réaction fasse la différence. Beaucoup d'avions de transport régionaux, de type ATR 42 et ATR 72, en sont équipés.
Le premier turbopropulseur en service commercial a été le Protheus, de Bristol Siddeley, développé en 1945, et qui équipait le Bristol Britannia. Les États-Unis n'ont disposé d'un turbopropulseur fiable qu'à partir de 1956, le T56 d'Allison, qui équipe encore les avions cargo militaires Lockheed C-130 Hercules.

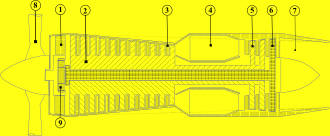
- 1 : ailettes fixes (aubes) d'entrée d'air
- 2 : rotor du compresseur
- 3 : stator du compresseur
- 4 : chambre de combustion
- 5 : turbine HP, entraîne le rotor du compresseur
- 6 : turbine BP, entraîne l'hélice
- 7 : tuyère d'éjection
- 8 : hélice
- 9 : réducteur de vitesse (engrenage planétaire)

Le rendement de propulsion peut dépasser 80 % à Mach 0,4. Le rendement de l'hélice décroissant rapidement avec l'altitude, le domaine d'exploitation des turbopropulseurs couvre les avions peu rapides tels que les avions de transport régionaux, les missions militaires, telles que la patrouille maritime (ATL-2), et les avions cargos militaires devant utiliser des pistes courtes (exemple : Airbus A400M Atlas).

## Le turboréacteur

### Le turboréacteur à simple flux

Schéma du turboréacteur à simple flux.

Les premiers turboréacteurs construits après la Seconde Guerre mondiale ont été des turboréacteurs « purs » à simple flux et monocorps : une seule turbine entraînait le compresseur, et la totalité du flux d'air traversait le corps du réacteur. Pour des raisons d'efficacité de la compression, il devint nécessaire de séparer le compresseur en deux parties, basse pression et haute pression, tournant à des vitesses différentes. On a alors mis au point des turboréacteurs simple flux double corps : la première turbine actionnait le compresseur HP et la seconde le compresseur BP.
Le turboréacteur à double flux (voir ci-dessous) n'est pas toujours à double corps. Les anciennes générations possédaient un seul arbre pour entraîner les turbines BP et HP. Aujourd'hui, les réacteurs à double flux possèdent généralement deux, voire trois corps, afin de permettre des vitesses de rotation différentes pour les étages des compresseurs BP et HP, voire les compresseurs BP, MP et HP pour les modèles triple corps.
Le turboréacteur à simple flux a été utilisé sur tous les types d'avions développés à partir de la fin de la Seconde Guerre mondiale. Son faible rendement en régime subsonique, ainsi que les normes antibruit, l'ont fait peu à peu disparaître en faveur du réacteur à double flux pour les avions commerciaux. Le rendement de propulsion maximum de 75 % est obtenu à des vitesses supérieures à Mach 1,5. Il continue donc à équiper les avions militaires (intercepteurs en particulier) qui ont besoin de bonnes performances de vitesse à toutes les altitudes, bien que des turboréacteurs double flux aient également commencé à en remplacer un bon nombre dans ce domaine d'emploi.

### Le turboréacteur à double flux

Schéma d'un turboréacteur à double flux (ou turbofan).

Ce type de moteur, appelé aussi couramment « turbofan », voire « turbosoufflante », associe un turboréacteur « pur » (à simple flux), à travers lequel circule le flux primaire, le flux chaud, à une roue à aubes désignée « soufflante » qui entraîne le flux concentrique secondaire, le flux froid. Le rapport entre flux froid ou flux secondaire et flux chaud ou flux primaire est appelé taux de dilution. Les premiers turboréacteurs à double flux avaient un taux de dilution de 1,5 : 1, mais on dépasse maintenant des taux de 15 : 1. Dans un turbofan à fort taux de dilution, à pleine puissance - c'est-à-dire au décollage -, la soufflante produit environ 80 % de la poussée totale produite par le moteur.
Le rendement de propulsion maximum de 70 % est obtenu vers Mach 0,8. Il est proportionnel au taux de dilution. Lorsqu'un avion vole à Mach 0,8, l'air ne circule pas à la même vitesse sur l'ensemble de la structure et des phénomènes transsoniques peuvent se produire. Les vitesses de l'ordre de Mach 0,8 - 0,9 sont donc devenues la norme pour la quasi-totalité des avions de transport civil, ce qui explique le grand développement de ce type de propulseur.
Des dérivés de ces moteurs, les turbosoufflantes à engrenages et propfans, misent sur des taux de dilution toujours plus élevés pour permettre d'obtenir des poussées importantes et des consommations plus faibles.

## Le statoréacteur

Schéma du statoréacteur.

Le statoréacteur est un moteur à réaction dans lequel la compression de l'air est assurée uniquement par la forme du conduit intérieur et la force du vent relatif lorsque l'appareil est en mouvement dans l'air. À l'inverse d'un turboréacteur, il ne possède pas de compresseur, et seul un étranglement positionné au milieu de la canalisation principale permet de créer de la pression pour assurer la combustion. Sa conception est très simple puisqu'il ressemble à un tube et n'utilise aucune partie mobile, d'où le nom de « stato », pour « statique ». Par contre, il a l'inconvénient de ne pouvoir fonctionner que si sa vitesse est élevée, et ne peut donc pas servir pour un avion décollant de manière autonome.
Ce propulseur n'a pas connu de développement substantiel sur avion. Par contre, il est utilisé sur les missiles air-air, ceux-ci étant lancés à partir d'un avion dont la vitesse propre sert au démarrage du statoréacteur. Sa grande consommation spécifique le confine à des utilisations de courte durée. Il a existé un temps des moteurs hybrides, désignés « turbo-statoréacteurs », qui se comportaient comme des turboréacteurs classiques au décollage puis basculaient progressivement en mode statoréacteur pour réaliser des vols à haute vitesse et à haute altitude. L'exemple le plus connu est le Pratt & Whitney J58, qui équipait l'avion espion américain Lockheed SR-71 Blackbird.

## Cas particuliers

### La postcombustion

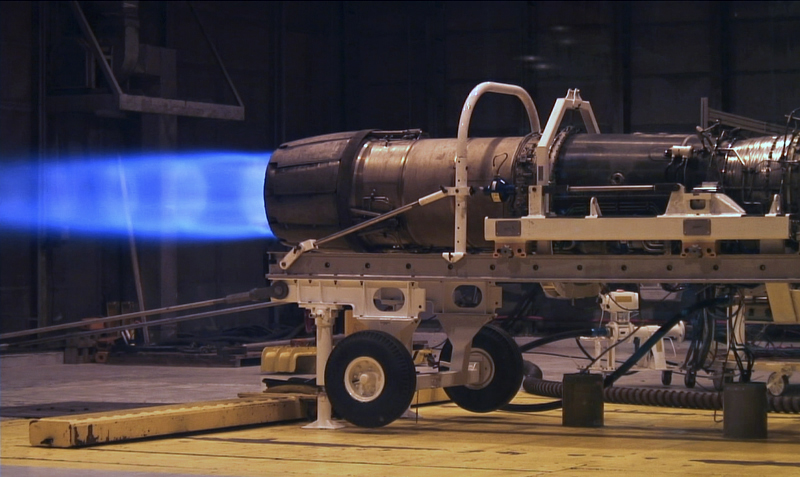
Un F404 avec la postcombustion allumée.

La postcombustion consiste à pulvériser du carburant dans l'échappement chaud d'un turboréacteur classique, phénomène qui produit une grande flamme et un important gain de poussée (+ 150 % dans certains cas). Elle est utile au décollage pour réduire la distance de décollage et augmenter la vitesse de montée, pour accélérer rapidement en combat ou pour atteindre les régimes supersoniques. La consommation spécifique du turboréacteur lorsqu'il active sa postcombustion est toutefois très élevée; son usage qui se fait en général sur une courte durée est réservé aux avions militaires, exception faite du Concorde et du Tupolev Tu-144.
Bien que considérée parfois comme étant un statoréacteur installé derrière un turboréacteur classique, elle n'est absolument pas un système de propulsion, car le statoréacteur possède une zone d'étranglement pour créer la pression nécessaire à son fonctionnement, alors que la postcombustion n'en a pas et se contente d'utiliser des gaz déjà incandescents pour y injecter et brûler du carburant supplémentaire. En fait, lorsque la PC est activée, la tuyère du turboréacteur se déploie au maximum pour diminuer la contre-pression produite à l'échappement, ce qui est exactement l'inverse de l'effet recherché dans un statoréacteur.

### Le pulsoréacteur

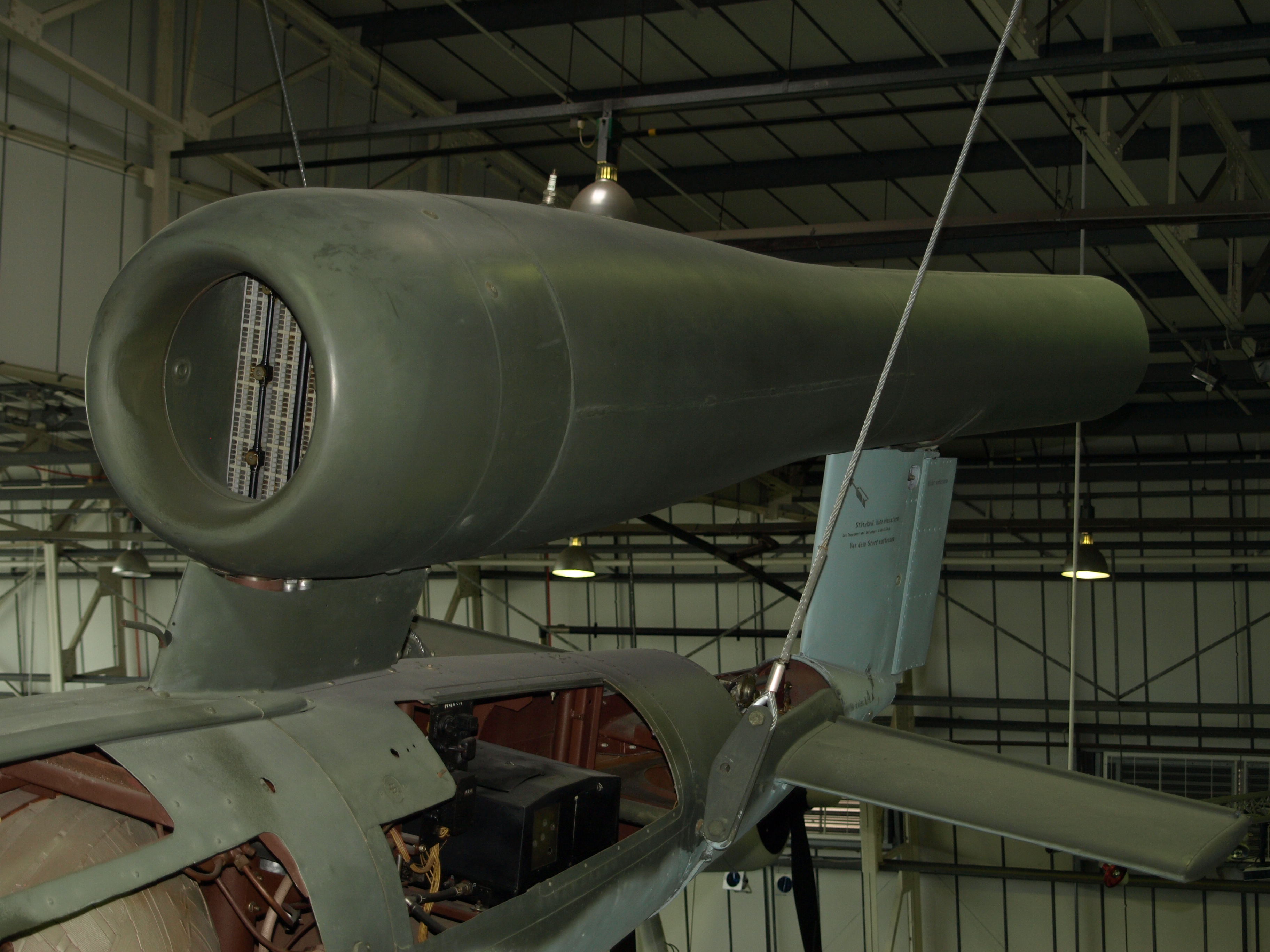
L'Argus As 014 d'un V-1.

Le pulsoréacteur est un réacteur sans éléments tournants, dont la géométrie permet de produire une poussée modeste mais réelle. L'entrée d'air de certains modèles de pulsoréacteurs comporte des volets d'obturation pour diriger les gaz brûlés vers la sortie. C'est le cas des moteurs Argus As 014 qui propulsaient les missiles V1 utilisés pendant la Seconde Guerre mondiale (les V2 utilisaient un autre type de propulseur : un moteur-fusée à carburant liquide). D'autres pulsoréacteurs sont formés d'un simple tube coudé, respectant des proportions géométriques permettant une résonance qui entretient un cycle injection + échappement / combustion. Le moteur doit être amorcé par une injection d'air comprimé donnant la vélocité initiale au flux.
Depuis, des aéromodélistes l'ont utilisé avec succès en vol, sur des modèles il est vrai atrocement bruyants. Il n'y a pas d'avion utilisant ce type de réacteur actuellement, bien que l'on parle parfois d'un projet de moteur à très haute vitesse pour avion espion développé aux États-Unis et en Australie[réf. nécessaire].

### Le moteur-fusée
Le moteur-fusée emporte son comburant et son carburant sous forme de poudre (propergol solide) ou de liquides (ergols). Comme il n'utilise pas l'oxygène de l'air comme comburant (anaérobie), il peut aussi fonctionner en dehors de l'atmosphère. La durée de fonctionnement étant très réduite, il n'est utilisé en aéronautique que pour la propulsion de missiles. De nombreux avions militaires ont aussi été équipés dans le passé de moteurs-fusées d'appoint pour le décollage ou pour l'interception en vol (avion Mirage). Ceci devait leur conférer une puissance initiale plus élevée visant à économiser le carburant nécessaire à leur mission. Les avions modernes sont maintenant presque tous équipés de systèmes de ravitaillement en vol, ce qui permet de prolonger les durées des missions et d'augmenter les distances franchissables / rayons d'action et rendent les moteurs-fusées d'appoint obsolètes.
Un seul chasseur à propulsion par moteur-fusée a été mis en service dans l'histoire de l'aviation, le Messerschmitt Me 163 Komet. Il ne tenait l'air que dix minutes sur sa propulsion, le reste du vol étant effectué en plané jusqu'à sa base. Il était extrêmement dangereux à utiliser, et fit plus de ravages dans son propre camp que chez l'ennemi...

## Limitations technologiques

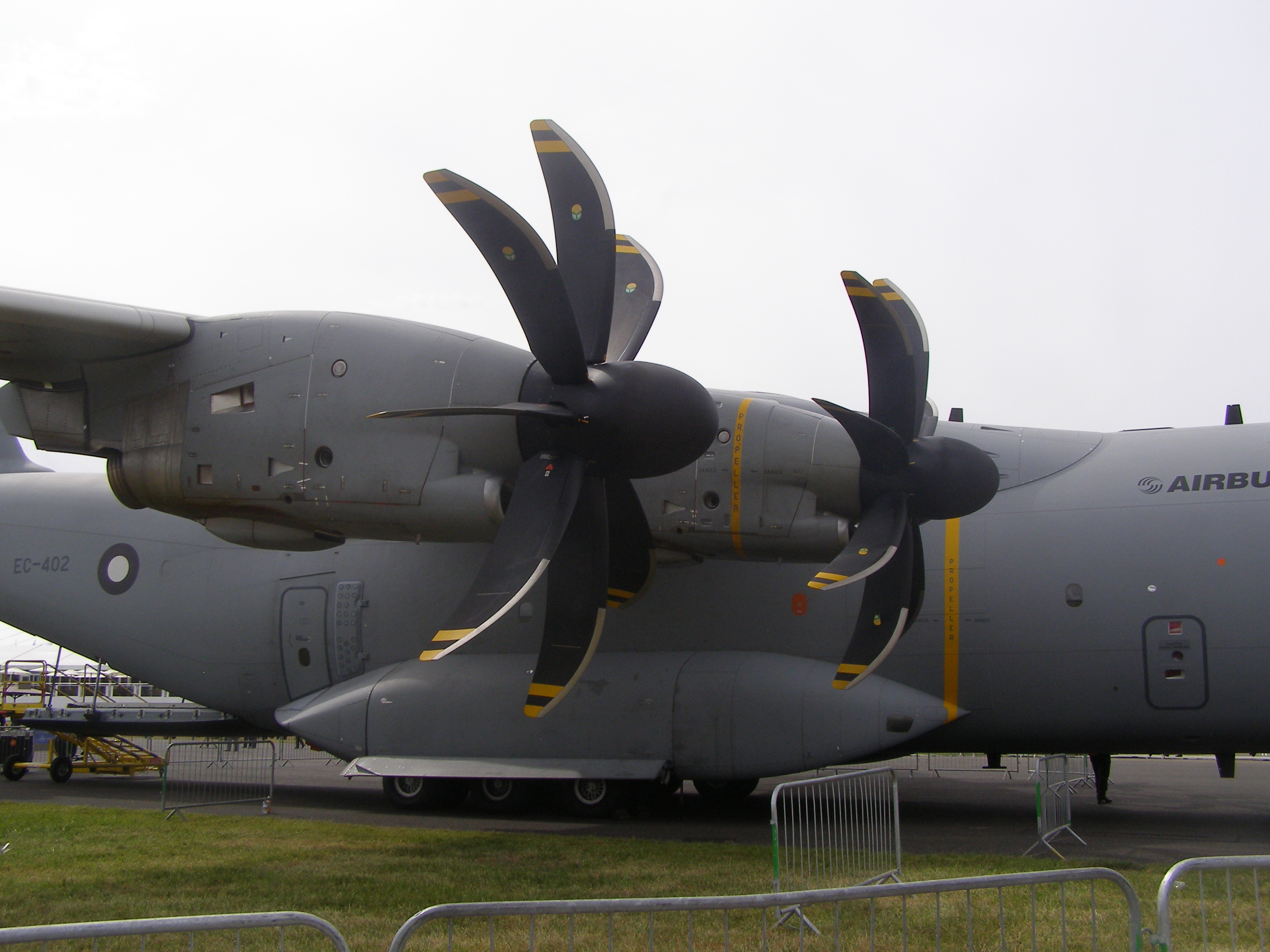
Le dessin particulier des pales des « hélices-cimeterres » - ici d'un Airbus A400M : une solution technique permettant d'allonger le domaine de vol de la propulsion par hélice vers les vitesses transsoniques.

Diagramme d'une pale de turbine HP refroidie d'un turbomoteur. Noter les petits trous par lesquels s'échappe l'air de refroidissement.

Les turbomachines sont des engins complexes ; on peut identifier des facteurs qui limitent leurs performances :
- Vitesse critique en bout de pale : la somme des vitesses d'avance (vitesse de l'avion) et de rotation de la pale est accrue à l'extrados de la pale par la courbure du profil. La vitesse totale atteint rapidement un régime transsonique, voire supersonique. La conséquence est une limitation de la puissance transmissible : limitation du diamètre et/ou de la vitesse de rotation des parties tournantes, augmentation du nombre de pales, hélices à deux étages (contra-rotatives) ;
- Fluage des aubes de turbine : la turbine HP, la première, reçoit le flux d'air le plus chaud. Les ailettes ont tendance à se déformer sous l'effet des efforts continus à chaud (allongement dû à la pseudo force centrifuge). Les constructeurs recherchent de nouveaux matériaux ou céramiques susceptibles de mieux résister aux efforts à température élevée. En parallèle, on peut refroidir les ailettes en faisant circuler de l'air froid dans des canaux ou des cavités qui la traversent ; cette solution, développée initialement pour les moteurs militaires (moteur M88 du Rafale), est maintenant couramment utilisée pour les moteurs civils, comme le CFM56 qui équipe les Boeing 737 et les Airbus A320 ; mais les canaux pouvant de pas être purement radiaux mais avec des profils en S ou N peuvent alors être obturés par les poussières atmosphériques qui vont s'accumuler dans les aubes, provoquant une baisse sensible du refroidissement : c'est ce qui explique en partie les précautions prises lorsque des poussières sont émises par des volcans sur les routes aériennes. Enfin on notera l'emploi croissant de nouvelles techniques de fonderie, permettant d'obtenir des aubes monocristallines et ainsi une meilleure tenue au fluage (suppression du fluage intergranulaire) et aux chocs thermiques ;
- Les turbomoteurs (turboréacteurs et turbopropulseurs) ne présentent leur meilleure consommation spécifique qu'à fort pourcentage de puissance. À faible puissance (c'est-à-dire au parking, au roulage, en descente), la combustion se fait moins bien et la consommation spécifique augmente fortement. Pour cette raison, la consommation par passager des avions à réaction augmente quand la distance de vol diminue.